# Kincardine
Kincardine (Gaelico scozzese: Cinn Chàrdainn) o Kincardine-on-Forth è una piccola città nel Fife, in Scozia, località da cui proviene il Clan Bruce, un importante clan scozzese di origine normanna che diede alla Scozia due re. Vi nacque James Dewar. È, inoltre, anche la cittadina del gruppo Folk Saor Patrol.
Kincardine si trova circa 15 km a ovest di Dunfermline; aveva una popolazione di 3 035 abitanti al censimento del 2001. A sud della cittadina si trova il ponte Kincardine che attraversa il Firth of Forth.

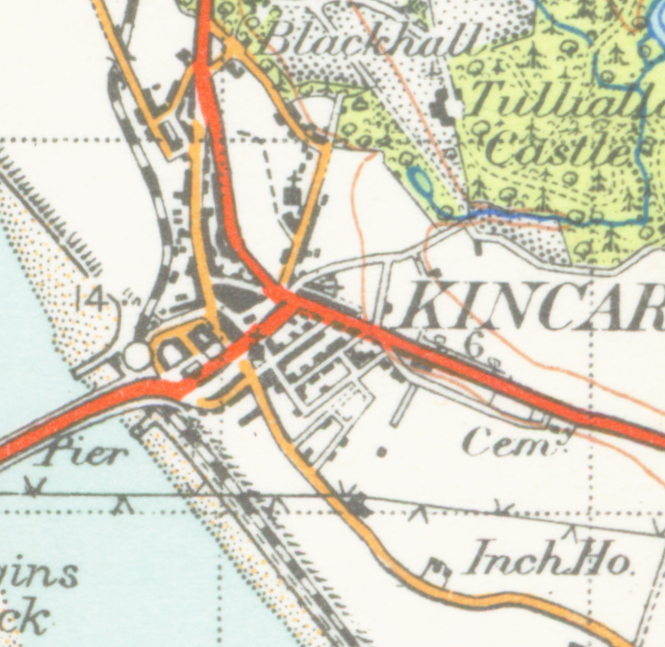
Cartina di Kincardine del 1945